# Luigi Tiscornia
Luigi Nicolò Tiscornia (Sampierdarena, 25 ottobre 1862 – Torino, 25 novembre 1950) è stato un militare e politico italiano.